# Fidena fulvitibialis
Fidena fulvitibialis är en tvåvingeart som först beskrevs av Ricardo 1900.  Fidena fulvitibialis ingår i släktet Fidena och familjen bromsar. Inga underarter finns listade i Catalogue of Life.